# ハムザ・ビン・ラーディン
ハムザ・ビン・ウサーマ・ビン・ムハンマド・ビン・アワド・ビン・ラーディン（アラビア語: حمزة بن أسامة بن محمد بن عوض بن لادن、1989年(？)- 2019年9月以前）はイスラム過激派組織アルカイダの幹部。日本のメディアではハムザ・ビン・ラディンとの表記が多い。
父は2001年のアメリカ同時多発テロ事件を主導し2011年に米軍の特殊部隊に殺害されたウサマ・ビン・ラディンで、最も寵愛された息子と言われる。子供の頃からアルカイダのプロパガンダに登場していたが、ウサマ亡き後はその後継者・アルカイダの看板として欧米やイスラム聖戦運動において広く知られ、彼のことを英国の政治家は「テロの皇太子」と、アルカイダの最高指導者アイマン・アル・ザワヒリは「アルカイダの獅子」と呼んだ。

## 生い立ち
1989年頃、サウジアラビア・ジッダにて生誕。父はウサマ・ビン・ラディン、母はその3人の妻の一人でサウジアラビア出身のハイリア・サバル。ウサマ・ビン・ラディンにとっては、20人いるとされる子供のうちの15番目にあたる。
2001年1月、ハムザは父や他の家族と共にアフガニスタン南部のカンダハルで兄のムハンマド・ビン・ラディンの結婚式に出席した。同年11月にガズニー州で撮影されたビデオの映像では、ハムザと兄弟たちがアメリカのヘリコプターの残骸に手をかけ、タリバンの住民と共に働いているところが映っている。
2003年3月、ハムザと兄のサードがアフガニスタンの Ribat で負傷し捕らえられたと伝えられたが、結局それは誤報だった。
2018年8月、ハムザがアメリカ同時多発テロ事件の実行犯であるモハメド・アタ容疑者の娘と結婚したと英ガーディアン紙が報じたが、弟のオマル・ビンラディンはハムザと結婚したのはエジプト人のアルカイダ幹部アブドゥラ・アフメッド・アブドゥラの娘であるとコメントしている。
2019年2月28日、米国務省は潜伏先などの情報に100万ドルの懸賞金を出すと発表。翌3月1日、サウジアラビア政府は国籍をはく奪した。同年7月31日にアメリカ当局によって、ハムザがアメリカも関わる軍事作戦によって2017年から2018年の間に死亡したことが明かされたと同国メディアが報じた。以降もアメリカ政府関係者により死亡が示唆された。同年9月14日、ドナルド・トランプ大統領より、ハムザがアメリカ軍の対テロ作戦によってアフガニスタンとパキスタンにまたがる地域で殺害されたことが発表されたが、時期については明らかにされていない。

## アルカイダにて
『ワジリスタンのムジャヒディン』と題された2005年のビデオには、アフガニスタンとパキスタンの間にある南ワジリスタンの連邦直轄部族地域にて、パキスタンの治安部隊を攻撃するアルカイダの部隊に参加しているハムザが映っている。2007年9月には、ハムザは連邦直轄部族地域でアルカイダ武装勢力の指導的立場に就いていると報じられた。
2008年7月に『ザ・サン』は、過激派のウェブサイトにあった、ハムザが書いたと言われる詩の翻訳を掲載した。そこで彼は「アメリカ、イギリス、フランス、デンマークの破壊を加速させよ」と書いている。これを受けてイギリスの下院議員パトリック・メーサはハムザに「テロの皇太子」というあだ名をつけた。
パキスタン元首相ベナジル・ブットの2007年の暗殺に関与した。しかし、アルカイダでスポークスマンを務めたスレイマン・アブ・ガイスを尋問したところによると、ハムザはブットが暗殺されたときイランで自宅監禁されており、2010年までそれを解かれなかったのだという。
2011年に父のウサマがパキスタンの潜伏先で米軍の特殊部隊の急襲を受けて殺害された際、彼はその場にいなかったため難を逃れた。（後述）
2015年8月14日、彼は生まれて初めてとなる音声メッセージを公開した。彼はカブール、バグダッド、ガザの信奉者たちに向かって、ワシントン、ロンドン、パリ、テルアビブに対するジハードの遂行を呼びかけた。
2016年5月11日、彼がパレスチナ問題とシリア内戦に焦点を当てた音声メッセージを公開したと報じられた。彼は「聖なるシリア革命」によってエルサレムの「解放」の期待がより高まったと述べた。彼は「イスラム国家はシリアでのジハードに専念すべきだ … ムジャヒディンは一致団結せよ」「全世界がムスリムに向けて軍隊を動員していることからして、分裂や論争にかまける者に最早容赦は無用である」と述べた。
2016年7月、ウサマ・ビン・ラディンの殺害に対する報復としてアメリカを脅かす音声メッセージをハムザが公開したと報じられた。『我々は皆ウサマだ』と題された21分間の演説で彼は、「我々はパレスチナ、アフガニスタン、シリア、イラク、イエメン、ソマリア、その他お前たちの弾圧を免れ得なかったムスリムの地の人々に対する弾圧への答えとして、お前たちの国内・国外で、お前たちを攻撃し続け、標的にし続けるだろう」「シャイフたるウサマのためのイスラム国家による報復について言えば、彼にアラーの慈悲があらんことを、これはウサマ個人のための報復ではなく、イスラムを護った人々のための報復である」と述べた。2017年5月には、西洋の標的へのテロ攻撃を鼓舞するハムザの録音がアル・サハブから公開された。
アルカイダにおけるハムザの影響力増大を鑑み、米国は2017年1月に彼を特別指定グローバルテロリスト (Specially Designated Global Terrorist) に指定した。これは実質的に、移動や経済力の制限を目的としたブラックリストへの追加を意味した。
2017年5月には、ハムザが信奉者たちに向けてユダヤ人、アメリカ人、西欧人、ロシア人に対するあらゆる手段を用いたローンウルフテロを呼びかけるビデオが公開された。
2018年にも信奉者たちに向けた録画メッセージを送ったとされているが、2019年に入ってからは確認されていなかった。

## 2011年5月のウサマ殺害に際して
2011年5月2日に父のウサマが潜伏先のパキスタン・アボッターバードで米軍の特殊部隊（Navy SEALs の DEVGRU）の急襲を受けて殺害された際、母のハイリア・サバルは捕らえられ、パキスタン当局に引き渡された。当初、ウサマと共にハムザも殺害されたと発表されたが、後にそれは兄のハリドだったと訂正された。ウサマの生き残った妻たちをパキスタンの情報機関が尋問したところ、ハムザはそこに居なかった唯一の人物だという。殺害されたり負傷した者に彼は入っていなかった。DEVGRUによる作戦は綿密なものであり、地上部隊の兵士だけでなく赤外線も使った確認で、邸内の誰一人として脱出した者がいないのは確証されている。邸内からの隠し脱出トンネルも無かった。当時ハムザは、別の地でテロリスト育成訓練を受けていたとも、イランで自宅軟禁されていたとも報じられている。
ウサマが首席補佐官アティーヤ・アブドゥッラフマーンに宛てて書き、急襲の際に押収された手紙によると、ウサマはハムザにカタールで宗教学者として教育を受けて欲しいと望んでおり、それによって「ジハードに関して持ち上がった誤解や疑念を払うことができる」と書かれていた。またその手紙によって、ハムザは元々アボッターバードにおらず、急襲を受けて脱出したわけではないことが分かった。その邸宅から出された複数の手紙から、ハムザの兄のサードが2009年にアメリカのドローン攻撃で死亡した後、ウサマはハムザを確実な後継者とするよう仕込んでいたことが確かめられた。